# Čičevac
Čičevac är ett samhälle i Bosnien och Hercegovina.   Det ligger i entiteten Republika Srpska, i den östra delen av landet, 80 km öster om huvudstaden Sarajevo. Čičevac ligger 699 meter över havet och antalet invånare är 106.
Terrängen runt Čičevac är huvudsakligen kuperad, men söderut är den bergig. Terrängen runt Čičevac sluttar norrut. Närmaste större samhälle är Srebrenica, 4,0 km norr om Čičevac. 
I omgivningarna runt Čičevac växer i huvudsak lövfällande lövskog. Runt Čičevac är det ganska tätbefolkat, med 67 invånare per kvadratkilometer.